# Joseph-Marie-Frédéric Nicod
Pour les articles homonymes, voir Nicod (homonymie).
Joseph-Marie-Frédéric Nicod (1er octobre 1782, Saint-Claude - 20 juillet 1840, Passy), est un magistrat et homme politique français.

## Biographie
Avocat à Saint-Claude, puis à Paris, il fut nommé, par le gouvernement de juillet, avocat général à la Cour de cassation, et fut élu, le 6 octobre 1831, député du 5e collège de la Gironde (Dazas[Quoi ?]). Il siégea dans l'opposition dynastique et signa le compte rendu de 1832. 
Les élections du 21 juin 1834 ne lui furent pas favorables, mais il fut réélu, le 3 janvier 1835, dans le 7e collège de la Loire-Inférieure (Savenay). Il échoua de nouveau dans le même collège, le 4 novembre 1837, mais, le 2 mars 1839, les électeurs de Savenay le renvoyèrent à la Chambre. Nicod prit, dès le début, place à gauche, combattit l'état de siège, les projets de loi sur les associations, la cour d'assises et la disjonction et donna, en 1838, sa démission d'avocat général à la Cour de cassation pour reprendre sa place au barreau de Paris. 
Nommé conseiller à la Cour de cassation le 13 juin 1840, il dut se représenter devant ses électeurs qui lui renouvelèrent son mandat, le 18 juillet 1840. Il mourut deux jours après. Il est inhumé au cimetière du Père-Lachaise (22e division).

### Sources
- « Joseph-Marie-Frédéric Nicod », dans Adolphe Robert et Gaston Cougny, Dictionnaire des parlementaires français, Edgar Bourloton, 1889-1891 [détail de l’édition]